# 67 f.Kr.
| 67 f.Kr.           |
| ------------------ |
| Dødsfald - Fødsler |

## Begivenheder
- Pompejus renser Middelhavet for sørøvere.
- Mithras-religionen kommer til Rom med de fangne sørøvere.